# إيفن ألكسندر هاغن
إيفن ألكسندر هاغن هو سياسي نرويجي، ولد في 14 أبريل 1988 في ليلهامر في النرويج. نشط حزبياً في حزب العمال. وقد انتخب county mayor of Innlandet ‏ (2020 – ) وانتخب نائب عضو برلمان النرويج ‏ عن دائرة Oppland (Storting constituency) ‏ وقد انضم خلال فترته النيابية ‏ (2013 – 2017) للكتلة البرلمانية حزب العمال وانتخب county mayor of Oppland ‏ (2015 – 31 ديسمبر 2019).